# MNH 엔터테인먼트의 음반
이 문서는 MNH 엔터테인먼트에서 발매한 음반 목록이다.

## 2010년대
- 2015년 12월 17일 청하 - [Digital Singie] PICK ME[1]
- 2016년 3월 19일 청하 - 35 Girls 5 Concepts[2]
- 2016년 4월 3일 청하 - Crush[3]
- 2016년 8월 29일 청하 - [Digital Single] 꽃, 바람 그리고 너[4]
- 2016년 12월 28일 청하 - 오 마이 금비 OST Part.6[5]
- 2017년 1월 9일 청하 - 오 마이 금비 OST Part.9[6]
- 2017년 3월 17일 청하 - 힘쎈여자 도봉순 OST Part.4
- 2017년 4월 21일 청하 - [Digital Single] 월화수목금토일[7]
- 2017년 6월 7일 청하 - Hands On Me
- 2018년 1월 17일 청하 - Offset
- 2018년 4월 18일 청하 - 연애포차 OST Part.3
- 2018년 5월 10일 이하은 - [Digital Single] 내꺼야 (Pick Me)[8]
- 2018년 7월 18일 청하 - Blooming Blue
- 2018년 9월 28일 청하 - [Digital Single] Wow Thing[9]
- 2018년 10월 8일 청하 - 여우각시별 OST Part.1
- 2018년 12월 17일 청하 - [Digital Single] Whatcha Doin[10]
- 2019년 1월 2일 청하 - [Digital Single] 벌써 12시
- 2019년 4월 10일 밴디트 - BVNDIT, BE AMBITIOUS!
- 2019년 4월 13일 청하 - [Digital Single] 유희열의 스케치북 10주년 프로젝트 : 여섯 번째 목소리 `유스케 X 청하`
- 2019년 4월 20일 청하 - [Digital Single] 유희열의 스케치북 10주년 프로젝트 : 여섯 번째 목소리 `유스케 X 청하`
- 2019년 5월 15일 밴디트 - [Digital Single] Dramatic
- 2019년 6월 24일 청하 - Flourishing
- 2019년 8월 3일 청하 - 호텔 델루나 OST Part.6
- 2019년 8월 22일 청하 - [Digital Single] Run[11]
- 2019년 9월 8일 청하 - [Digital Single] 달려[12]
- 2019년 11월 5일 밴디트 - BE!

## 2020년대
- 2020년 1월 21일 청하 - [Digital Single] Loveship[13]
- 2020년 2월 4일 청하 - 낭만닥터 김사부 2 OST Part.8
- 2020년 2월 6일 밴디트 - [Digital Single] Cool.newwav
- 2020년 2월 29일 청하 - [Digital Single] 솔직히 지친다 New.wav
- 2020년 4월 20일 밴디트 - [Digital Single] Children[14]
- 2020년 4월 27일 청하 - [Digital Single] Stay Tonight[15]
- 2020년 5월 13일 밴디트 - Carnival
- 2020년 5월 30일 청하 - [Digital Single] 여기 적어줘
- 2020년 6월 9일 청하 - [Digital Single] Be Yourself[16]
- 2020년 7월 6일 청하 - [Digital Single] PLAY[17]
- 2020년 9월 15일 청하 - 청춘기록 OST Part.2
- 2020년 9월 23일 청하 - [Digital Single] Bad Boy[18]
- 2020년 11월 27일 청하 - [Digital Single] Dream of You[19]
- 2021년 1월 19일 청하 - [Digital Single] X (걸어온 길에 꽃밭 따윈 없었죠)[20]
- 2021년 2월 15일 청하 - QUERENCIA
- 2021년 3월 3일 청하 - WHY DON’T WE[21]
- 2021년 6월 8일 청하 - [Digital Single] 내 입술 따뜻한 커피처럼[22]
- 2021년 7월 25일 임상현 - [Digital Single] 비가 오던 밤
- 2021년 10월 15일 청하 - 원 더 우먼 OST Part.3
- 2021년 11월 29일 청하 - [Digital Single] Killing Me
- 2022년 1월 15일 임상현 - 벨라의 꿈 OST Part.5
- 2022년 3월 29일 임상현 - [Digital Single] 달콤하게, 따뜻하게, 부드럽게
- 2022년 4월 21일 VVON - [Digital Single] Hold Up
- 2022년 4월 30일 청하 - 서울체크인 OST Part.4
- 2022년 5월 23일 청하 - 붉은 단심 OST Part.4
- 2022년 5월 25일 밴디트 - Re-Original
- 2022년 5월 31일 임상현 - 붉은 단심 OST Part.5
- 2022년 7월 5일 VVON - [Digital Single] Why
- 2022년 7월 11일 청하 - Bare&Rare Part.1
- 2022년 10월 20일 청하 - [Digital Single] When I Get Old[23]
- 2022년 11월 16일 VVON - [Digital Single] Step
- 2023년 1월 30일 8TURN - 8TURNRISE
- 2023년 4월 1일 VVON - 신성한, 이혼 OST Part.5[24]
- 2023년 4월 1일 임상현 - [Digital Single] 영원한 사랑을 너에게 선물할게
- 2023년 4월 21일 임상현 - [Digital Single] 퍼스트핸드 Part.2
- 2023년 5월 6일 VVON - [Digital Single] Rewind
- 2023년 6월 26일 8TURN - UNCHARTED DRIFT
- 2023년 8월 27일 8TURN - 경이로운 소문 2 : 카운터 펀치 OST Part.3
- 2023년 9월 15일 VVON - [Digital Single] Time Out
- 2024년 1월 2일 VVON - [Digital Single] Need You
- 2024년 1월 6일 임상현 - 열녀박씨 계약결혼뎐 OST Part.6
- 2024년 1월 9일 8TURN - STUNNING
- 2024년 7월 30일 윤규 - 우연일까? OST Part.4
- 2024년 9월 14일 EJel - 새벽 2시의 신데렐라 OST Part.7
- 2024년 10월 10일 8TURN - [Digital Single] 로드 투 킹덤 : ACE OF ACE 〈IDENTITY〉 Part.1[25]
- 2024년 10월 25일 8TURN - 로드 투 킹덤 : ACE OF ACE <NO LIMIT> ACE BATTLE[26]
- 2024년 10월 31일 EJel - [Digital Single] A N E W
- 2024년 11월 1일 8TURN - 로드 투 킹덤 : ACE OF ACE <FINAL>[27]
- 2024년 11월 4일 VVON - [Digital Single] Empty Coffee
- 2024년 11월 10일 EJel - 정숙한 세일즈 OST Part.5[28]
- 2024년 11월 11일 8TURN - [Digital Single] You Are My Reason
- 2024년 12월 5일 VVON - [Digital Single] 4 Seasons[29]
- 2024년 12월 9일 8TURN - [Digital Single] 이럴거면 다음생에
- 2025년 3월 4일 8TURN - [Digital Single] LEGGO
- 2025년 3월 28일 EJel - [Digital Single] 봄은 내 안티
- 2025년 6월 30일 EJel - [Digital Single] 의리소녀
- 2025년 8월 21일 8TURN - [Digital Single] Electric Heart